# Fiefbergen
Fiefbergen ist eine Gemeinde im Kreis Plön in Schleswig-Holstein auf der Halbinsel Wagrien. Die Gemeinde besteht nur aus dem Hauptort Fiefbergen und hat keine weiteren Ortsteile.

## Geschichte
Im Jahre 1286 wurde Fiefbergen erstmals offiziell erwähnt, ist aber höchstwahrscheinlich schon um 1247 entstanden. Der Name soll wohl von fünf Bergen stammen, die rund um das Dorf liegen. Diese sind aber nicht zu erkennen. Vielleicht lagen bei der Gründung an fünf  Stellen noch wendische Opferaltäre, die früher in großer Zahl vorhanden waren. In alten Aufzeichnungen findet sich der Name auch als Vyffbergen, Viffbergen oder auch Viebargen. Fiefbergen war ursprünglich ein Rundlingsdorf.
Die Gemeinde gehörte dem Amt Probstei-Ost an. Seit dessen Auflösung zum 1. Juni 1970 ist sie Teil des Amts Probstei.

## Politik

### Gemeindevertretung
Bei der Kommunalwahl 2023 errang die Unabhängige Wählergemeinschaft Fiefbergen erneut alle neun Sitze in der Gemeindevertretung. Die Wahlbeteiligung betrug 64,0 Prozent.

### Wappen
Blasonierung: „Von Blau und Rot durch einen nach oben fünffach geschuppten silbernen Balken geteilt. Oben eine silberne fliegende Waldfledermaus (Großer Abendsegler: Nyctalus noctula) in Frontalansicht, unten ein silbernes Koppeltor.“

## Verkehr
Am südlichen Ortsrand verläuft die Bahnstrecke Kiel Süd–Schönberger Strand mit dem ehemaligen Bahnhof Fiefbergen, dessen Reaktivierung im Personennahverkehr geplant ist. Ein im Dezember 2024 vorgestellter Drei-Stufen-Plan zur schrittweisen Realisierung der Bahnstrecke sieht bis Ende 2027 als letzten Ausbauabschnitt die über Fiefbergen führende Teilstrecke von der Gemeinde Probsteierhagen bis zum Schönberger Strand vor.

## Sehenswürdigkeiten
In der Liste der Kulturdenkmale in Fiefbergen stehen die in der Denkmalliste des Landes Schleswig-Holstein eingetragenen Kulturdenkmale.

## Söhne und Töchter der Gemeinde
- Jochim Klindt (1795–1887), Lehrer
- Heinrich Moldenschardt (1839–1891), Architekt in Kiel
- Anke Eymer (* 1949),  Politikerin (CDU)
- Werner Kalinka (* 1952), Politiker (CDU)